# ゲッターロボG
『ゲッターロボG』（ゲッターロボ ジー）は、1975年（昭和50年）5月15日から1976年（昭和51年）3月25日までフジテレビ系で毎週木曜日19時00分 - 19時30分に全39話が放送された東映動画製作のロボットアニメ。『ゲッターロボ』の直接の続編である。
ゲッターロボ関係の作品は平成に入ってからテレビやOVAでアニメで新作が発表されたが、いずれも本作とのストーリー上の関連性はなく、アニメ版の『ゲッターロボ』から続く物語は本作の最終回で完結する。
漫画版は続編である『ゲッターロボ號』が発表された。
この項では他のOVAにおける同形態ロボット・ゲッターロボGに関する話についても紹介する。
なお『ゲッターロボG』の「G」が何を意味するかは、公式に語られたことがほぼ無いため詳細不明だが、一説には“ゲッターロボGの「G」はガッツ（根性・勇気）の頭文字”だという。また、石川賢の小学館月刊『小学一年生』における連載では、合体に際し「ガッツ ドラゴン」「ゲッターガッツ!ライガー」とのセリフがある（ほかに「ドラゴンガッツ」のセリフも見られるが、『ゲッターロボ・ゲッターロボG -GETTER ROBOT JUVENILE-』に再収録される際には「チェンジゲッター」に修正されている）。

## ストーリー

### アニメ版
巴武蔵の犠牲と共に恐竜帝国は滅び、地上に平和が戻ったかに見えた。だが、それから1カ月も経たないうちに新勢力百鬼帝国が行動を開始した。「鬼」の一族で構成された百鬼帝国は30年前に成立した（第2話）軍政国家で、ひそかに世界征服の機会をうかがっていたのだ。一方、早乙女博士は念願だったゲッター線増幅装置を完成させ、新早乙女研究所の建造と新ゲッターロボの開発に成功していた。だが、そのゲッター線増幅装置を世界征服に利用しようと百鬼帝国が襲撃してきたことにより、恐竜帝国との戦いに生き残った流竜馬と神隼人に加えて車弁慶を新パイロットに迎えたゲッターチームは、新たなる戦いに身を投じることになる。
なお漫画版と異なり、恐竜帝国と百鬼帝国との間に接点は全く存在せず、百鬼帝国は『ゲッターロボ』最終回ラストシーンで唐突に登場している。

### 漫画版
複数の作家によるコミカライズのほか、原作者である石川賢による漫画版にもいくつかのバージョンが存在する。

#### 「少年サンデー」「冒険王」連載版
原作者の一人である石川賢自身の執筆による長編ストーリー漫画のため、しばしば原作漫画同然に扱われる。
恐竜帝国による早乙女研究所総攻撃の中、巴武蔵が単独で操縦するゲッターロボはゲッター線エネルギータンク暴走させた自爆で、メカザウルスの大半の撃破に成功したものの、ゲッターがいなくなったことで勝利を確信した恐竜帝国の帝王ゴールは、とどめを刺すべく自ら前線に赴き、最後の攻勢をかける。しかし、武蔵の時間稼ぎによってついに完成した新ゲッターロボの反撃に遭い、思わぬ敗走を余儀なくされる。時を同じくして第3勢力百鬼帝国の百鬼獣による攻撃を受けた恐竜大隊は、全滅を防ぐため、すでにマグマ層に撤退を始めていた。帝国に見捨てられ、ただひとり帰る宛も無く追いつめられた帝王ゴールは脱出艇で新ゲッターロボと刺し違えようとするが、横槍を入れた百鬼獣の手にかかって憤死する。
恐竜帝国にかわり地上侵略を行なうと宣戦布告した百鬼帝国のブライ大帝に対して、武蔵に代えて新しく車弁慶を加えた新ゲッターチームの新たな戦いの火蓋が切られた。

【出版社（単行本）によっては、『ゲッターロボG』までを含めて『ゲッターロボ』としてひとつにまとめる場合もある（大都社スターコミックス）。また週刊少年サンデー連載時は「魔王鬼の挑戦」の途中までが『ゲッターロボ』のタイトルで、75年22号から『ゲッターロボG』に改題されている。】
※なお、石川賢による漫画版『ゲッターロボG』のその後は、漫画版『ゲッターロボ號』を経て、漫画版『真ゲッターロボ』以降の各作品にて描かれている。後にそれらは『ゲッターロボサーガ』として1本の流れになるよう再構成された。詳しくは『真ゲッターロボ』『ゲッターロボ號』『ゲッターロボアーク』などの各作品を参照のこと。

#### 学年誌連載版
学年誌によって展開は異なるが、いずれにしても巴武蔵による特攻で恐竜帝国は滅び、武蔵は落命する。しかし恐竜帝国にかわり地上侵略を行なうと宣戦布告したブライ大帝率いる百鬼帝国が登場。車弁慶を加え新たなゲッターロボで地球を守るのが新ゲッターチームの使命となった。
- 小学一年生 1975年6月号 - 1976年4月号 石川賢
- 小学二年生 1975年6月号 風忍、1975年7月号 - 1976年4月号 斉藤栄一
- 小学三年生 1975年6月号 - 1976年3月号 桜多吾作
  - 最終話では、要塞島に単身潜入して生死不明状態だったハヤトが生還し、リョウとベンケイを伴ってゲッターライガーで研究所のゲッター線増幅装置を強奪。そのまま抱えて百鬼帝国に特攻をかけ、ゲッターチームは全員死亡している。
- 小学四年生 1975年6月号 - 7月号  石川賢、8月号 - 1976年3月号 安田達矢

#### テレビランド版
1975年6月号 - 1976年4月号 秋本シゲル

### プロット、ギミック
アニメ・漫画共通プロット
- ブライ大帝率いる新たなる敵、百鬼帝国は頭に角を持つ鬼の集団である。起源は不明。
- 鬼は伝説上の鬼と同じで、地上に存在していたミュータントのようなもの[要出典]。
- 百鬼帝国には生まれながらの鬼と、人間に角をつけるなどの改造を施して誕生した元人間の鬼がいる[19]。
- 本作の敵・百鬼一族は、永井豪の過去作『ズバ蛮』に登場した“百鬼一族”を流用したものである[20]。

テレビアニメ版のみのプロット
- ゲッター線増幅装置が重要なキーアイテムであり、百鬼帝国は世界征服に役立てるため毎回その奪取に躍起になっている。漫画（「少年サンデー」「冒険王」連載）版にゲッター線増幅装置は登場しない。
- 百鬼帝国の本拠地・科学要塞島は第10話から海中、海上を自由に動き回るようになり、終盤には飛行可能となる。
- 百鬼百人衆という幹部集団がおり、専用の百鬼ロボットを操る。
- 合体百鬼ロボットと要塞島の総攻撃により早乙女研究所と東京は甚大な被害を受け、しかも敵メカに単身潜入したハヤトは生死不明となる。実は捕らわれていたハヤトの内部からの破壊工作と、ゲッターのシャインスパークによって要塞島は跡形もなく消し飛び、百鬼帝国は壊滅、ハヤトも無事生還し平和が訪れる。

漫画（「少年サンデー」「冒険王」連載）版のみのプロット、ギミック
- 百鬼帝国の科学要塞島は当初から海上、空中を自由に移動可能（テレビアニメ版のように水中も移動可能かどうかは描写が無く、不明）。終盤では宇宙にまで行った（強制的に運ばれた）。
- アトランティス帝国という新勢力が現れ、百鬼帝国やゲッターチームとの三つ巴となるが、終盤アトランティス帝国の最終兵器ウザーラはゲッターチームに託され、新戦力となる。
- 物語終盤、ブライ大帝が送り出す百鬼獣と要塞島の総攻撃により東京はついに百鬼帝国の手に落ち、日本全土と早乙女研究所の運命も風前の灯火となるが、ゲッターロボ[注 3]とウザーラによる逆襲に遭って百鬼獣は各地で敗走。さらにウザーラによって大気圏外に引きずり出された要塞島は、“ゲッター最後の武器（原文ママ）シャインスパーク”で大破し、百鬼帝国とブライは宇宙の塵と化す。
- なお、後年の描きおろし「ブライ誕生」でブライ大帝の正体と、百鬼帝国建国の真相が明らかにされた[21]。

## 初期案
元々はいわゆる、玩具スポンサーの事情のマイナーチェンジ作品であり、新しいゲッターロボを登場させ、それを商品展開して行くのが狙いであった。
『ゲッターロボ』から『ゲッターロボG』への移行の際に巴武蔵が戦死することが重要なポイントとなっているが、これはダイナミックプロ・サイドが流竜馬は優等生でおとなしすぎるから最後に殺してしまおう、と提案したことが発端となっている。そのために竜馬に代わる新キャラクター・来栖丈（くるす・じょう）が作られ、『ゲッターロボ』終盤において登場することが、本作への伏線となる予定だった。

以下、番組強化案プロットより。
当時の企画書によれば、来栖丈の父親の来栖博士は早乙女博士とともにゲッター線の研究をしていたが、病死してしまった。しかし死の間際に丈にドラゴン号の設計図を託す。早乙女研究所にやってきた丈は父親の遺言ということでしかたなく研究所で暮らしていたが、ゲッターの戦いには協力せず反発さえした。ゲッターチームともたびたび衝突したが、その運動能力は隼人や竜馬をも上回っていた。そんな折に恐竜帝国の総攻撃を受け、武蔵が立ち往生の形で戦死、隼人も重傷を負う。一人残った竜馬はゲッター線爆弾を積んだイーグル号で特攻し、恐竜帝国を退ける。その死に様をみた丈は竜馬の代わりにドラゴン号に乗ることを決意、また研究所のそばに住み付いていた珍発明家、大枯文治（おおがらし・もんじ）もゲッターチームに志願して新ゲッターチームが出来上がる。
この初期案によると新ゲッターはイーグル号をドラゴン号に入れ替えるだけでジャガー号、ベアー号は改造・強化という案になっていた。
ダイナミックプロは「主人公が死んでしまうのは（当時としては）新機軸なのでインパクトがある」とこの案を強く推したが、「主人公を殺すのはよくない」という東映やフジテレビ側の反発に遭ってしまい、お蔵入りになった。

## 登場人物

### ゲッターチームと関係者
流 竜馬（ながれ りょうま）
声 - 神谷明
ドラゴン号およびゲッタードラゴンの操縦者。愛称はリョウ。前作に比べ、大らかな一面を見せるようになったが（第14話など）、当初はマイペースでチームワークを乱したり、身勝手ともいえる行動をとったりする弁慶に怒りを見せることもあった(第2、3話など）。早乙女博士からは相当の信頼を置かれており、学校の寮から隼人・弁慶と共に早乙女宅に移り住んでいるともとれる描写がある（第4、5、13、14話など）。父は流一刀流の達人であり、幼いころから手ほどきを受けていた竜馬本人も剣道の心得がある（第31、34話）。前作で彼の人物背景はやり尽くしていたため、本作では父親のエピソードのみとなっている。戦闘服の変更はなし。
神 隼人（じん はやと）
声 - 山田俊司 / ナレーションも兼任
ライガー号およびゲッターライガーの操縦者。クールな性格と孤高な雰囲気は相変わらずだが、以前に比べてスタンドプレーや反抗的な態度は影を潜めるようになった。前作後半から真の意味でリョウをリーダーと認めるようになり、かつてのように衝突することもほとんどなく、仲間を思いやる描写も増えている。サッカー部に在籍しているらしい描写もあるが、実際どうなのかはさだかでない（第4話など）。戦闘服の変更はなし。物語終盤においてミチルとの関係がいっきに深まる。
車 弁慶（くるま べんけい）
声 - 八奈見乗児
ポセイドン号およびゲッターポセイドンの操縦者。楽天家で子どもや動物を可愛がる大らかな性格だが、動物を理不尽に殺された時には凄まじい怒りを露わにした（第3、13、17話など）。浅間学園へ転校してきて野球部に入部（第1話）、第34話ではキャプテンを務めていることが明らかとなる。竜馬・隼人でさえ苦痛であった新ゲットマシンの加速にも平然としていたほどタフであり（第1話ほか）、武蔵以上の大食漢であるが（第1、3、6、34話ほか）、雷が苦手（第10話）。父・車大介（声 - 柴田秀勝）はジャンボ旅客機のパイロットで48歳（第7話）。戦闘服として野球の捕手の防具一式を装備している。
映画『グレートマジンガー対ゲッターロボG 空中大激突』では補助隊員扱いで登場する。
なお漫画（「少年サンデー」「冒険王」連載）版においては、チーム入りの経緯や野球部所属であるなどのバックボーンはいっさい説明がなく、パイロットスーツがキャッチャースタイルである理由も特に語られていない。
後年に描かれた石川賢による漫画版では初代ゲッターロボにも搭乗しており、慣れないベアー号やゲッター3の操縦に難儀していた。一方、アニメ版の弁慶には初代ゲッターとの接点はない。
早乙女（さおとめ）博士
声 - 富田耕生
早乙女研究所の所長。新早乙女研究所を再建してゲッター線増幅装置を開発、以前の10倍に強化した新ゲッターロボ（大きさも約1.3倍になった）を造り上げた。
第19話ではレディコマンドを操縦して、ミサイルによる援護でゲッタードラゴンの窮地を救っている。
早乙女 ミチル（さおとめ ミチル）
声 - 吉田理保子 / 吉田美保（スーパーロボット大戦シリーズ）
早乙女博士の娘で、レディコマンドの操縦者。ゲッターロボの燃料補給も担当する。
元気の発言によれば、1年前の浅間学園の夏休み女子水泳大会で優勝したほど泳ぎが得意だが、それだけに100m自由形競争で胡蝶（胡蝶鬼）に敗れたことがそうとうに悔しかったらしく、平静を装っていたものの人知れず泣き濡れていた（第15話）。
早乙女 元気（さおとめ げんき）
声 - 菊池紘子
早乙女博士の二男。武蔵死亡後、弁慶と出会い仲良くなる。攪乱工作のために早乙女家に近づいてきた地虫鬼と仲良くなり、友情を交わす一幕もみられた（第14話）。
早乙女 和子（さおとめ かずこ）
声 - 菊池紘子
早乙女博士の妻。自宅にゲッターチームを住まわせていると思われるが（第4、5、13、14話など）、大喰らいの弁慶には手を焼いているようである（第6話など）。
ジョーホー
声 - 富田耕生
武蔵戦死後も登場していたが、第14話を最後に登場しない。
大枯 文次（おおがらし もんじ）
声 - 矢田耕司
ジョーホーと同じく、第15話以降は登場しない。
浅太郎（あさたろう）
声 - 緒方賢一
作り主の文次と同様に第14話以降は出番なし。
神 大造（じん だいぞう）
声 - 矢田耕司
神隼人の父で、神重工業株式会社の社長。隼人が中学生の時に妻（明日香と隼人の母親）が病死しているが、その時にも仕事一辺倒だったこともあり、隼人は常に彼に反発し冷徹な態度をとっていた（『ゲッターロボ』第45話）。しかし建設中だった神重工業ゲッター線研究所を犠牲にしてまで、息子の隼人を助けたことがひとつのキッカケとなり和解する（『ゲッターロボG』第29話）。
神 明日香（じん あすか）
声 - 菊池紘子
神隼人の姉。隼人が父に対して冷徹な態度をとっていたのに対し、姉の明日香とは仲がよい。隼人とは年に一度、亡き母の墓参りをしている（『ゲッターロボ』第4話）。
『ゲッターロボG』第6話では婚約者の坂崎と共に新早乙女研究所を訪れるが、百鬼帝国の手により坂崎を失うことになる。また第29話ではパリ留学からの帰国時に、百鬼帝国の攻撃で瀕死の重傷を負うなど不幸が多い。その第29話で生死の境をさまよった際には、（隼人とは血液型が違ったこともあって）竜馬からO型の輸血を受けて一命を取り留めている。
流 竜作（ながれ りゅうさく）
声 - 神弘無 （『ゲッターロボ』）/ 八奈見乗児（『ゲッターロボG』）
アニメ版における竜馬の父親（原作漫画版では流 一岩〈ながれ いちがん〉という名の空手家で、『ゲッターロボ』物語開始時点ですでに故人）。流一刀流免許皆伝の腕前。居合抜の達人で、剣道大会（正確には全日本武道大会）に参加した折、劇中のテレビ報道では65歳と紹介されていた（『ゲッターロボG』第31話）。
『ゲッターロボ』第19話で語られていた“杉の子学園”や竜馬の母の病状については、まったく触れられていないため、その後の状況は不明。

### 百鬼帝国
ブライ大帝（ブライたいてい）
声 - 八奈見乗児 / 緒方賢一（『ゲッターロボ』最終回）
アニメ版
百鬼帝国を統率する冷酷非道の大帝。恐竜帝国滅亡を機に、世界征服のための侵略作戦を号令。1カ月に1度のエネルギー補充が不要となる人造百鬼兵士の生産や、より強力な百鬼ロボットの製造のためにゲッター線増幅装置を欲し、早乙女研究所攻略を至上命令としている。掟には厳しいが部下に対する温情はある程度持ち合わせているようで、百人衆の労をねぎらったり、最終回でも奇跡の生還を遂げたヒドラーに休息するよう命令していた。
最終決戦で自ら科学要塞島を操縦し出陣するも、シャインスパークの前に敗れ、百鬼帝国も壊滅した。
その出自は作中では明言されなかったが、学年誌『小学二年生』の特集記事によると、「残酷なことが好きな子供であり、ある日突然角が生えて超能力がついた。体を強くするため、研究所のロボットに自分の体を改造させた。」とのこと。
漫画（「少年サンデー」「冒険王」連載）版
百鬼帝国を統率する冷酷非道の大帝。漫画版『ゲッターロボ』終盤にて、恐竜帝国に大打撃を与え、マグマ層への撤退を余儀なくさせる。また、帝王ゴールに関しては、「世界の征服者になるにはまだまだ小物」「無能なくせに野望だけは一人前だった」などと見下す発言をしている。
『週刊少年サンデー』連載時と、秋田書店サンデーコミックスでは十方鬼が長男となっていた。
終盤、東京を占領するが、不慣れな守勢においてゲッターチームの逆襲を許してしまう。
後の描きおろし新作漫画「ブライ誕生」にて描かれたところによると、元は人間であり（本人曰く、うだつの上がらない若い科学者）、二十年前の南極の地中の未確認物体（後に百鬼帝国要塞島の元となる巨大宇宙船）の調査において、物体内部で何者かによって肉体を改造され、記憶と科学力と「打倒ゲッターロボ」の意思を受け継ぎ、百鬼帝国を築き上げた、とのこと。
漫画（学年誌連載）版
基本的にアニメ版に準じている。ただし、小学館『小学三年生』に連載された桜多吾作版では、恐竜帝国を侮蔑する描写があった。また、地球全体の危機には自らゲッターチームへ共闘を申し出るなど、度量の広い面もある（打算、あるいは実を取ったともいえる）。
ヒドラー元帥（ヒドラーげんすい）
声 - 緒方賢一
アニメ版
百鬼帝国の軍事部門の最高責任者。冷酷、狡猾で非常に腹黒く、現在の地位も味方を陥れて手に入れたものである。目的達成のためには味方を犠牲にすることを意に介しないばかりか、自己の栄達・保身のためなら有能な味方を姦計で陥れる（第11話、16話など）ことも平然と行う。メカ要塞鬼を直接指揮するなど前線に赴くこともあるが、常に専用の小型戦闘機で脱出出来る様にしている。ただ、指揮官および一兵士としての実力は本物であり、第35話で空爆隊を指揮した際には国防軍新鋭戦艦シーフォース号のバリヤーを突破する荒技を披露し、撃沈寸前まで追い込んだ。
第38話でメカ闇虫鬼に乗り込んできたハヤトと相討ちになったかに見えたが、辛くもハヤトを捕虜にして帰還する。しかしそれが裏目となって、脱走したハヤトの破壊工作により科学要塞島が破損。そこにシャインスパークを叩き込まれて、ブライ大帝もろとも死を迎えた。
漫画（「少年サンデー」「冒険王」連載）版
アニメ版と同様の冷酷、狡猾さを発揮するが、有能な味方を陥れるエピソードはなかった。
ジェット要塞と多数の百鬼獣を率いてアンドロメダ病原菌を入手しようとするが、ジェット要塞がゲッタードラゴンに撃墜され死亡する。
グラー博士（グラーはかせ）
声 - 矢田耕司
アニメ版
百鬼帝国の科学・兵器開発部門の最高責任者。他にも、侵略作戦の立案にも携わる。少年兵である地虫鬼の才能を惜しんで処刑の停止をブライ大帝に嘆願するなど（第14話）、一族内では温情を持っているほうである。また、第16話に登場した鉄甲鬼に代表されるような弟子や部下なども多く、ブライ並みの人望もある様子。
最終決戦ではメカ電獣鬼に搭乗して合体百鬼ロボットの指揮を執り、一時は東京を制圧するが、国防軍による陸海空からの総攻撃とゲッターロボの襲撃を受け、応戦の末にシャインスパークを受けて戦死する。
漫画（「少年サンデー」「冒険王」連載）版
アニメ版と同様、科学・兵器開発の指揮を執っていた。まだゲッターチームが恐竜帝国と戦っていた頃から登場した（名のある）最初の鬼であり、表向きはＹ市総合病院の院長として、市民のほとんどを密かに鬼に改造していた。同時に早乙女研究所に対する工作活動もすでに行っており、一時記憶を失っていたリョウを角から発する光線（あるいは電波？）で催眠洗脳状態にして操り、早乙女博士を誘拐させようとしたが失敗している。普段は額から生えた一本角の鬼だが、鬼に改造したY市の人々を操る際には何らかの機械と頭部を接続し、頭頂部からは巨大な二本の角を生やして指令を発信をしていた。また、その装備をしたときのみ使える能力かどうか（機械によるサポートが必要か）は判らないが、一本角から電撃を放射してハヤトを焼き殺そうとしている。
『ゲッターロボサーガ』の加筆にて、最終兵器「百鬼羅王鬼」に乗り込んでゲッターに挑戦する。
自雷鬼（じらいき）
声 - 神弘無
アニメ版
第11話に登場。「軍神」と称えられるほどだった父・ジライ将軍（声 - 矢田耕司）が、ヒドラーによって謀反の罪を着せられ処刑されたことから、自雷一族は長きに渡り冷遇されていた。一族の名誉を回復する機会を窺ってきた自雷鬼は「早乙女作戦」を立案し、ブライ大帝から作戦成功の暁には将軍の地位を与えるとの確約を得る。父親譲りの実力者で知略に富み豪胆であったが、"自雷一族の要塞島"に捕らわれて絶体絶命の危機に陥ったゲッタードラゴンの解体を、自雷鬼の台頭に危機感を抱いたヒドラーの配下の者によって妨害され、自身も致命傷を負う。瀕死の状態でゲッターを解放すると「俺はお前に負けたんじゃない、ヒドラーに負けたのだ」と慨嘆しつつ「俺は将軍だ!自雷将軍だ!」と最期に叫んで息絶える。
漫画（学年誌連載）版
小学館『小学三年生』に連載された桜多吾作版にて、同エピソードがコミカライズされている。基本的にアニメ版に準じているが、細部の描写には異なる部分もある。
漫画（「少年サンデー」「冒険王」連載）版には登場しない。
リサ
声 - 千々松幸子
第8話に登場。百戦錬磨の百鬼衆・白骨鬼（声 - 野沢雅子）の娘。傷ついた小鳥を介抱するような心優しい女性だったが、5年ぶりに母親である白骨鬼と会うことが許された七夕の日に、戦闘教官である鬼丸（声 - 緒方賢一）に目をつけられ、難癖から裏切り者として百鬼帝国に追われる身となってしまう。逃亡中に崖から転落して角が折れ記憶喪失になっていたところ、ミチルに助けられ親しくなる。鬼丸とその配下に射たれて致命傷を負うが、その死の間際に記憶を取り戻し「殺し合うのは嫌」と言い残して母親の腕の中でこと切れる。
胡蝶鬼（こちょうき）
声 - 菊池紘子
第15話に登場。
竜二（りゅうじ） / 魔王鬼（まおうき）
漫画（「少年サンデー」「冒険王」連載）版のみに登場する、隼人の従兄弟。かつては隼人の部下として学生運動グループ「革新派」に参加していた。リーダー願望が強く、知力も運動能力も非凡だが、本質的には気弱である。
隼人がゲッターチーム入りして以降、政府からの弾圧が強化され、組織を維持できなくなり、百鬼帝国の傘下に入って自身と仲間たちをサイボーグ化する。自らがリーダーに不適格であることを自覚しており、隼人の復帰を誰よりも望んでいた。そのため、ゲッターロボを破壊することで、洗脳を用いずに隼人を組織に復帰させようとするが、そのことを皮肉る隼人を「リーダーの癖に途中で逃げ出した」と非難する。
革命メンバーをサイボーグ化し合体させ、巨大サイボーグ「魔王鬼」となり、ゲッターロボを圧倒する。しかし、ヒドラーとグラーに洗脳装置を取り付けられて暴走し、最期はゲッターライガーによってグループごと葬られる。
十方鬼（じゅっぽうき）
漫画（「少年サンデー」「冒険王」連載）版では「最高の鬼」と賞されており、ブライ大帝を東京上空まで呼び出すことの出来る存在。空中浮遊している描写がある。竜馬によって早乙女博士暗殺を阻止されたことに激昂し、ドラゴン号操縦席に飛び込んでその首を締め上げたが、キャノピーの破片で目を突かれ、外に蹴り出される。さらにゲッタードラゴン頭部変形時のチークガード展開で腹を裂かれた上に、頭頂部の角で串刺しにされて死亡した。
『週刊少年サンデー』連載時ならびに秋田書店サンデーコミックス版では、ブライ大帝の長男（つまりは王子）ということになっている。
アニメ版の最終話にも同名のメカが登場するが、登場シーンも短く、ストーリー上の重要な役割もない。また百人衆としての十方鬼は登場しない。
三餓鬼（さんがき）
漫画（「少年サンデー」「冒険王」連載）版にのみ登場する。リーダーの一本鬼（いっぽんき）および、二本鬼（にほんき）、五本鬼（ごほんき）の3名で構成された精鋭部隊。三人兄弟でもあり、抜群のチームワークを誇る。
ウザーラの「首」奪取の任務を受け、それぞれ同名の百鬼獣を駆って出撃。一本鬼と二本鬼はウザーラに、五本鬼はゲッタードラゴンに倒される（「ゲッターロボデヴォリューションー宇宙最後の3分間」では百鬼獣が再生されている）。
特殊部隊ミノビ
漫画（「少年サンデー」「冒険王」連載）版にのみ登場する。作中にはリーダー格の壮年兵士1人と、青年兵士2人、百鬼獣一体が登場。
ブライの特命を受け、細菌兵器をもってウザーラに侵入し、これを散布した。現代人には発病しないほどの弱い細菌だが、耐性のないアトランティス人には充分な効果を発揮した。しかし、アトランティス人からの拘束から解放されたゲッターチームにより、返り討ちにされる。最後に残されたリーダーは百鬼獣でウザーラに挑むが、復活したゲッターに倒される。
百鬼百人衆（ひゃっきひゃくにんしゅう）
「○○鬼」と呼ばれ、自らの名にちなんで「メカ○○鬼」と称せられる専用の戦闘用巨大ロボットに搭乗を許された、エリート戦士達の総称。指揮官クラスとして作戦指揮もしくは自ら作戦遂行に動くことが多いが、中には支部長の役職に就いて前線基地を管理する者もいる（第26話など）。
全員が生粋の百鬼一族ではなく、胡蝶鬼や暴竜鬼など、元は人間だったが改造手術を経て百鬼となった者もいる。
漫画・少年誌版でも、十方鬼や三餓鬼のように「○○鬼」と呼ばれる幹部が登場するが、「百人衆」という制度があるのかは不明。
百鬼帝国兵士（ひゃっきていこくへいし）
戦闘機や車両に搭乗、あるいはその他の作戦行動に従事する一般兵士。皆が持っている能力かは不明だが、角から光線を発射するものも多い（第1、5話ほか）。その角には多くの場合、遠隔操作によって起爆される自爆装置が仕込まれている（第6、8話ほか）と同時に弱点でもあり、折れたり失ったりすると死亡することもある（第17話ほか）。
百鬼帝国の民として（=鬼として）生まれて訓練校に通ってきた者と、百鬼帝国に拉致され角の移植手術を施されて洗脳・改造された元・人間とが存在する（第2話におけるグラー博士の説明によれば、後者は月に1度、新たなエネルギーを補充しないと死んでしまうという欠点がある）。この中から傑出した才能や戦果を示した者が百人衆へと抜擢されることがある。当初は、手術によって鬼にされた者を元に戻すことはできないと思われていたようだが（第6話）、角を取って治療すれば必ずしも不可能ではないらしい（第7、17話ほか）。なお第8話の描写から、百鬼兵士の教育訓練施設は早乙女研究所からスクーターで行けるほどの近距離にあると考えられる。

### その他の人物
アトランティス人
漫画（「少年サンデー」「冒険王」連載）版にのみ登場。超古代において、現代以上の優れた科学力を誇っていたが、病原菌に対する抵抗力が低いという致命的な弱点を持っていた。宇宙から飛来した伝染病によって絶滅の危機に瀕した彼らは、自らアトランティスを沈め、守護神ロボット・ウザーラの内部でコールドスリープしていた。
数十万年を経て現代にてウザーラが復活するとともに数名がコールドスリープから覚醒し、百鬼獣とゲッターロボの戦いに割って入ってゲッターチームを捕縛、両者を倒して自らが地上の支配者にならんとした。しかし彼らの身体は既に病魔に蝕まれており、そのために竜馬たちの身体を乗っ取ろうとするが、百鬼帝国の潜入部隊がウザーラ内にばら撒いた細菌と爆弾によって全滅。コールドスリープで眠っていた仲間達をも虐殺した百鬼帝国への憎しみから、死ぬ間際にウザーラをゲッターチームに託す。

## 登場メカ

### 早乙女研究所
ゲッターロボ（ゲッターロボG）
ドラゴン号、ライガー号、ポセイドン号の3機のゲットマシンが合体する巨大ロボット。合成鋼Gで造られ、ゲッター線をエネルギーとする。3機の組合せでゲッタードラゴン、ゲッターライガー、ゲッターポセイドンの3タイプに変形する。初代ゲッターロボの10倍の出力を誇るが、全エネルギーを放出するシャインスパークを使うことも多いため、アニメ版では頻繁にエネルギー切れを起こしていた。
初代ゲッターロボと異なり合体軸は統一されており、3体いずれもゲットマシン状態の時のマシンの上面（=操縦者から見て頭上となる向き）が、ゲッターロボ状態の時の正面に、マシンの前面がロボの上面になる。また、初代ゲッターロボは当初は外部をモニター映像で視認して操縦されており、物語中盤でその弱点を突かれて敗北したことを機に、合体後に操縦席が頭部に移動して有視界操縦となるよう改造されたが、新ゲッターロボは合体時の各ロボ形態の口元がキャノピーとなることで、直接視認のための視野を確保しており、操縦席の位置はそのままに、シートの向きが回転するだけで有視界操縦が可能となっている。
分散する際のかけ声は「オープン・ゲット」。変形するためだけでなく、ゲッターロボの状態のままでの回避動作では間に合わない際の緊急回避や、敵に拘束されて動けなくなってしまった状態からの脱出など、初代ゲッターロボと同様に状況を立て直す際にも多く使われた。
初代ゲッターロボのように各形態によって重量が増減してしまうような設定は作られておらず、どの形態であってもゲットマシン3機の合計である330トンである。
なお、「初代ゲッターロボと違い、最初から戦闘用として開発された」という誤解が広まっているが、宇宙開発が目的とはいえ初代ゲッターロボも一応戦闘用に造られている（『ゲッターロボ』第1話参照のこと）ので、初の戦闘用ゲッターロボという訳ではない。
ゲッタードラゴン
全高：50メートル、重量：330トン。
ドラゴン号が頭部と胸、ライガー号が胴体と腕部、ポセイドン号が脚部を構成している。空中戦用の形態であり、ジャンプ力は80メートル、最高飛行速度はマッハウイングによりマッハ3.5。反重力マントのみで飛行していたゲッター1と違い、（特に滞空している状態のとき）ウイングの後方断面部6（第16、20、38話など）ないし8箇所（第19話など）から噴射炎を出している様子が確認できる。また、マッハウイングで飛行形態となったとき、ふくらはぎ部分から尾翼が飛び出すのも、ゲッター1には見られなかった機構である。
初代ゲッターロボでは腹部だったゲッタービーム発射口は頭部に移り、4万度にアップしている。他にゲッター1の片刃に対し両刃のゲッタートマホークなどの武装を扱える。なお、後年のスーパーロボット大戦シリーズのみならず、テレビ放映当時から少なからぬ書籍において武器自体の名称をダブルトマホークと紹介しているが、アニメ本編における名称はゲッタートマホークであり、通常ダブルトマホークとはゲッター1のとき同様に、ゲッタートマホークの二刀使用を指す（ただし、映画『グレートマジンガー対ゲッターロボG』のみ、ダブルトマホークと叫んで、一本のトマホークを使用している）。2本同時に投げる時にはダブルトマホークブーメランと呼ばれるが、OVAでは1本でもダブルトマホークである（真ドラゴンのトマホークもダブルトマホークと呼ばれている）。トマホークは柄の部分を長く伸ばしてロングトマホークとしての使用も可能（第2話ほか）。両腕脇の鋸状の部品は、回転するスピンカッターに強化され、毎分3000回転して厚さ5メートルの鋼鉄も切断できる。さらにアニメ版第21話からは、ドラゴンの全身にゲッター線エネルギーを纏わせ、その塊を敵にぶつける最大の必殺技「シャインスパーク」が追加された。これは莫大なエネルギーを消費するため、一回の出撃において一度しか使えない最強の武器であるが、レディコマンドからエネルギー補給を受けることで2度使ったこともある（第37話）。その発動のためには、3人のパイロットが「ゲッターシャイン」の掛け声でエネルギー収集ペダルを同時に踏み込まねばならないが、そのタイミングが10分の1秒ズレても使用できない（第21話）。また、第27話の竜馬のセリフによると海中では使用できないか、もしくは威力が落ちるらしい。この武装は当初アニメ版のみのオリジナル技だったが、漫画（「冒険王」連載）版の最終回でも使用された。その他の武器・技として、ゲッタービームフルパワー（第19話）、ドラゴンキック（第19、27、30、32、37話ほか）などがある。90万馬力。
なお、スーパーロボット大戦シリーズで装備されている「ゲッターレーザーキャノン」は漫画版のみの武装であり、漫画『真ゲッターロボ』が初出である。
ゲッターライガー
全高：50メートル、重量：330トン。
ライガー号が頭部と胸、ポセイドン号が胴体と腕部、ドラゴン号が脚部を構成。名前はライオンとタイガーの交配種「ライガー」から。地上・地中用の形態で、右手は毎分3000回転して厚さ6mの鋼鉄も突き破るドリルアームと、人と同じ5本指のマニピュレーターとに切り替えられる。左手のアンカーはチェーンで飛ばすこともでき（チェーンアタック）、6枚の爪を開くと中からTNT火薬500t分の破壊力があるライガーミサイルを発射する（50連発が可能であり、第26話ではメカ暴竜鬼に対し、1+2+3連射の計6発の使用が確認できる）。さらに固有の必殺技としてマッハ3の超高速移動で敵を幻惑するマッハスペシャルを持つ。ライガージャンプは50メートルの跳躍力があるとされる一方、一部の書籍では空を飛べないとも記述されているが、映像本編においては初登場時から飛行可能として描かれており、空中でのマッハスペシャルも使用されている。ゲッター2と同じく地上では最速を誇る形態であるが、水中でもまったく活動できないという訳では無いらしい。80万馬力。
なお、最終決戦では百鬼帝国に捕らわれている隼人に代わりミチルがライガー号（とゲッターライガー）を操縦した。その際には前作ゲッター2と同様に、ドリルを撃ち出すドリルパンチを披露している。
漫画（「少年サンデー」「冒険王」連載）版では右手がマニュピレーターで、左手のアンカーを開くとドリルが出現するように描かれていた（ドリルが内蔵されている腕がテレビアニメ版と左右が逆）。この左手のドリルは「ジェットドリル」として撃ち出すことができるが（「ジェットドリル」の掛け声なしで発射することもあった）、テレビアニメ版と同じく、開いた左手からミサイルを放つシーンもある。また、開かなくとも左手がまるまる剥き出し状態のドリルで描かれていることもあるのだが、そもそもゲッターライガー初登場時は両腕ともドリル（右手は抜き身、左手は開いた中からドリル）で描かれていた。なお、アンカーを飛ばして鎖分銅とするチェーンアタックの機能は、テレビアニメ版と同様に備わっているが、鎖はアンカー部分ではなく爪を開いて撃ち出したドリルの方に付いている。
OVAでは左手のアンカーとドリルが共用になっており、ライガーミサイルを発射することはできないが、チェーンで飛ばす機能はそのままである（右手はテレビシリーズのように変化しない）。
ゲッターポセイドン
全高：40メートル、重量：330トン。
ポセイドン号が頭部と胸、ドラゴン号が胴体と腕部、ライガー号が脚部を構成。背中にTNT火薬3,000t分の破壊力があるストロングミサイルを備えている。指先からフィンガーネットを放って敵をからめとり、あるいは首の周囲の装甲で覆い隠された大型ファンから、毎分3,000回転で生み出される猛烈な水流（地上では強風や竜巻になる）ゲッターサイクロンで敵の自由を奪って、ストロングミサイルでとどめを刺す（ゲッター3も大雪山おろしからゲッターミサイルに繋ぐフィニッシュなので必勝パターンは、ほぼ同じである）。通常は二本足だが不整地では膝から下がキャタピラオンによりキャタピラに変化する。水中速度は30ノット。ゲッター3と違って最初から飛行可能であるが、その最高速度は不明（『決定版 大あばれロボット大図鑑』には、ポセイドンは空を飛べないどころか、そのジャンプ力は「30センチ」という信じがたい数値が記載されている一方、ジャンプ力を10mとする資料もある。）。また、OVAでは、ストロングミサイルを敵に直接叩きつける荒業を披露している。漫画版では出番がたった5ページだけだったが、アニメ作品での活躍度は高く、ドラゴンやライガーでも敵わなかったメカ大輪鬼の巨大車輪を怪力を活かして封じ、撃破したこともあった（第20話）。110万馬力。
スーパーロボット大戦シリーズでは、武蔵がゲッター3で使用していた必殺技「大雪山おろし」を使用可能で、弁慶が特訓することで習得する作品も存在する。

ゲットマシン
ドラゴン号、ライガー号、ポセイドン号の3機（あるいはこれにレディコマンドを加えた4機）であり、役割的には先代のイーグル号、ジャガー号、ベアー号と大差はない。ただゲッターロボが一回り大きくなったために、ゲットマシンもそれに比例して機体が大きくなっている。また、リフティングボディ機であった旧ゲットマシンよりも鋭角的・直線的なデザインとなり、ライガー号やポセイドン号には大型の補助翼も装備された。3機の出撃に際しては、シート着脱式の独立コクピットの採用によって以前のように格納庫まで足を運ぶ必要がなくなり、「シートセッティング、ゴー」の合図でシートごと直接ゲットマシンに送り込まれる。最高飛行速度はいずれもマッハ1、限界高度は2万メートル。一部の書籍には「まったく武器が付いていない」と記述されているが、本編映像で明らかなように、そのようなことは無い（後述）。
ドラゴン号
全長17m、重量110t、出力28万馬力。機銃（第11、13、28話など）と、機体底部に収納された2連装ミサイル（第3、7話ほか）「ドラゴンミサイル」、同じく機体底部から放たれる2門のミサイル（第29話）で武装している。
後部推進器の噴射口は2門。
ライガー号
全長18m、重量100t、出力25万馬力。機銃（第11、13話など）と、機首の２つの目から放つ「ライガーミサイル」（第6話では「ミサイル発射!」の掛け声で片目から撃ち出している）、機体底部に収納された2連装ミサイル（第29、31話）で武装している。
後部推進器の噴射口は2門だが、両翼のノズルからも噴射する様子がときおり見られる（第7話など）。この両翼のノズルはゲッターライガーの時の主力推進器にもなっている。
ポセイドン号
全長17m、重量120t、出力30万馬力。機銃（第11、13話など）と、機首のスリットから連射される小型ミサイル（第2話では同じくスリットから機銃掃射している）、機体底部に収納された2連装ミサイル（第29、31話）で武装している。また、ベアー号と同じく大型ミサイル（ストロングミサイル）をゲットマシン状態でも使用可能（第5、7、17話など）。
後部推進器の噴射口は3門だが、ストロングミサイルを装備した両翼のノズルからも噴射する様子がときおり見られる（第3話など）。
レディコマンド
ゲットマシンと同じデザインラインを持つ早乙女ミチルの愛機。前作のコマンドマシンと同じく、偵察・援護用の機体である（石川賢による漫画版には登場しない）。コマンドマシンよりも鋭角的・直線的なデザインになっている。二人乗りの縦列複座であるが（第1、19、33話ほか）、普段の運用はミチル一人であたっていた。機首に備わった機銃（第11話など）や、機体前部に露出した2門の発射口から放つコマンドミサイルで武装しているが、空中補給の機能も備えており、ゲッターロボにエネルギーを補給する補給機としても活躍する（第9、12、37話など）。コマンドマシンは何度か破壊されていたが、レディコマンドはアニメ版最終回目前で初めて破壊された（このときはミチルではなくハヤトが操縦）。第8話では（相手が無抵抗だったとはいえ）コマンドミサイルでメカ白骨鬼を撃破している。
なお『ゲッターロボG DVD BOX』のブックレットでは、放映終了後の各書籍に最高速度マッハ2との記載があると解説されているが（他のゲットマシンよりもはるかに速いことになる）、第38話では操縦したハヤトが「もっと速度が出ないのか、このマシンは!」と苛立つシーンがあるため、実際はライガー号より遅いのではないかとも想像させる。
新早乙女研究所（別名：フォーダムG）
恐竜帝国との戦いで大破した早乙女研究所の後継基地。従来通り「早乙女研究所」と呼ばれることがほとんどであり、劇中ではフォーダムGと呼ばれることはない。旧研究所と異なり、戦闘に特化した設計思想で造られており、研究所の周囲にも無数の光線銃が配備されているなど（第38話）、さながら要塞の様相を呈している。バリヤー装置はないが「ゴーダウン」の掛け声で開閉式ルーフを閉じて沈降し、ドーム状のシェルターに変形して強固な防御力を発揮する（第5話におけるリョウの発言によれば、水爆にも耐えられるらしい）。ただし、この状態であるとゲッター線の収集やゲットマシンの発進はできない。通常の状態に戻る掛声は「ゴーアップ」。
施設の中心部に設置されたゲッター線増幅装置によって、従来よりも強力なエネルギー収集が行われ、これによりゲッターロボを10倍に強化することに成功している。アニメ版では最終決戦の際、ゲットマシンを発進させた直後に要塞島の体当たり攻撃をくらって粉々に破壊されてしまった。漫画（「冒険王」連載）版でも百鬼帝国の総攻撃によって地上施設は完全に破壊されてしまったが、後の続編（『ゲッターロボ號』『真ゲッターロボ』ほか）を見る限り元通りに再建されたらしい。

### 百鬼帝国、およびアトランティス
百鬼ロボット（メカ百鬼・メカロボット）
アニメ版
百鬼一族の中でもエリートや強者と呼ばれる百人衆が操縦する敵ロボット。名称は基本的に操縦者の名称の頭に「メカ」の接頭語を入れた物で、容姿なども操縦者の特徴を反映した物が多い（漫画の百鬼獣と異なり、大半の機体にパイロットの存在が確認できる）。なかにはメカ要塞鬼などのような大型母艦も存在する。最終決戦では、メカ輪魔鬼・メカ闇虫鬼・メカ甲角鬼・メカ電獣鬼・メカ十方鬼の5体が合体した巨大百鬼ロボット(後述）が出現し、猛威を振るった。
百鬼獣
漫画（「少年サンデー」「冒険王」連載）版
アニメとは名称が異なるだけで、あえて特記するような違いはない。恐竜帝国同様、終盤に大攻勢をかけるが、ゲッターチームがウザーラを手に入れていたこともあって、前作とは異なり百鬼帝国こそが追い詰められる役回りとなる。
後年に描かれた続編漫画において、元々は高度な科学力を持った異星人の故障した戦闘ロボットを、ブライが長い年月をかけて改造したものであることが明らかにされた（そのため、オリジナルの戦闘ロボットと比較すると、性能はかなり落ちるとブライ自身が語っている）。オリジナルの戦闘ロボットはゲッタードラゴンがてこずるほど強力である。
ウザーラ
漫画（「少年サンデー」「冒険王」連載）版
高度な文明を誇ったアトランティス人の守護神ロボット。重力遮断装置を有し、ゲッターロボでも太刀打ちできないほどの強力な兵器である。内部にゲッターロボを収納できるほどの巨大な蛇型のボディの背中に、人型の上半身が載った形をしており、その人型の頭部は分離可能。体内の広大なスペースには病原体に侵された多くのアトランティス人が人工冬眠していたが、百鬼帝国の潜入工作により全滅させられてしまったことで、機体はゲッターチームに託されることになる。ゲッターロボの要塞島への反撃に際してその強大な力を発揮し、百鬼帝国壊滅に多大な貢献をする。戦いが終結した後は、崩壊した要塞島とともに宇宙に放逐された。
科学要塞島
アニメ版
百鬼帝国の母体にしてそれ自体が帝国となっている人工島。略して要塞島とも呼ばれる（第10、11話ほか）。外壁の外周に突き出た無数の棘には砲塔を内蔵しており、敵襲に際しては弾幕を張って島を防御する（第10話）。当初、太平洋上の“魔の海域”と呼ばれるポイントに（海底とタワーで連結されて）定置していたが、第10話でゲッターロボによる襲撃に遭いタワーから分離、以後は移動要塞となって姿をくらましてしまう（第11話では別の海域で予備と思われるタワーに接続している様子も描かれている）。最終話では重力制御装置によって飛行も可能となり、東京に続けて早乙女研究所を襲撃するものの、最後はハヤトによる破壊工作で外壁に大穴を開けられてしまい、そこにゲッタードラゴンのシャインスパークをくらって洋上で粉々に爆散した。
漫画（「少年サンデー」「冒険王」連載）版
アニメ版と同じく百鬼一族の根拠地かつ移動要塞であるが、最初から飛行能力も持っていたと思われる。ウザーラによってゲッターロボが倒されたのを好機と見て空から東京に侵攻、部隊を日本全国と早乙女研究所に送り込み、ともに壊滅寸前にまで追い込んだ。
最後はゲッターとウザーラの反撃を受け大気圏外へと強制的に運び出され、（場所は宇宙という違いはあるが）アニメ版同様、ゲッタードラゴンのシャインスパークによって葬られた。
後年の描き下ろしにて、地球に漂着した異星人の宇宙戦闘艦を改造したものであると明かされ、要塞島に改造される前のオリジナルと同型である艦も新たに登場したが、そちらは早々にゲッターに撃墜されてしまった。
合体メカロボット（合体百鬼ロボット）
第37-39話に登場。残された6機の百鬼ロボット（メカ雷電鬼、メカ輪魔鬼、メカ闇虫鬼、メカ甲角鬼、メカ十方鬼、メカ電獣鬼）を合体させた最後の百鬼ロボット。ただし完成前に時間稼ぎのために出撃したメカ雷電鬼が単体で撃破されてしまったため、実際の運用は5機で為された。武装はメカ十方鬼の目やメカ輪魔鬼のドリルから放つ破壊光線と、メカ十方鬼の口から放つ炎、輪魔鬼の両腕から発射するミサイル。合体後、再分離することが可能であり、その機能を用いてシャインスパークを回避してみせた（第37話）。合体時は圧倒的な火力・破壊力を誇るが、小回りが利かずスピードが遅いことから、作戦対応のために分離するたびに各個撃破されてしまう（第37-39話）。一時はメカ電獣鬼に乗ったグラー博士の指揮のもと東京を制圧したものの、国防軍による陸海空からの総攻撃を受けて分離したところに来襲したゲッターロボと戦闘となり、最後に残ったメカ十方鬼とメカ電獣鬼が再合体したタイミングを狙われて、シャインスパークの直撃を受け爆散する。

## スタッフ
- 原作：永井豪 石川賢とダイナミックプロ[105]
- 連載：テレビランド、週刊少年サンデー、冒険王
- 音楽：菊池俊輔
- 企画：別所孝治（フジテレビ）、勝田稔男、小田克也(第24話-)（東映動画）
- 制作担当：菅原吉郎
- 作画：金田伊功、葛岡博、友永和秀、山内昇寿郎、内山正幸、奥山玲子 他
- 背景：スタジオコスモス、アトリエローク、サンアートスタジオ、アドコスモ
- 撮影：藤橋秀行、平尾三喜、佐野禎史、山田順弘、池田重好、吉村次郎、町田賢樹、寺尾三千代、佐藤隆郎、菅谷信行、白井久男、清水政夫、片山幸男
- 編集：松原千佳子、田中修、千蔵豊
- 録音：波多野勲
- 効果：石田サウンドプロ
- 選曲：宮下滋
- 製作進行：竹澤裕美子、高山秀樹、多田康之、片岡修二、福島和美、井内秀治
- 記録：伊達悦子、安藤まるみ、的場節代
- 現像：東映化学
- キャラクター設計：小松原一男
- 制作：フジテレビ、東映

## 音楽
ここでは1975年のTVアニメ版『ゲッターロボG』の音楽についてのみ述べる。その他の派生・関連作品の音楽についてはそれぞれのページを参照。
前作『ゲッターロボ』で製作されたBGM・主題歌・挿入歌がそのまま使用されたほか、『ゲッターロボG』用に新たにBGMおよび挿入歌が部分的に追加録音された。いずれも全ての楽曲の作・編曲は菊池俊輔による。

### 主題歌
オープニングテーマ - 『ゲッターロボ!』
作詞 - 永井豪 / 作曲・編曲 - 菊池俊輔 / 歌 - ささきいさお
前作に引き続きオープニング曲に採用された。
子門真人によるカヴァー・ヴァージョン（ビクターレコード）や池田鴻によるカヴァー・ヴァージョン（キングレコード）も存在する。
第2、7、10、17、22、24、25、32、39話では挿入歌として使用された。
オープニング映像において、カラーリングや細部のデザインは違うもののメカ妖剣鬼、メカ地虫鬼、メカ海王鬼が先行登場している。
エンディングテーマ - 『不滅のマシン ゲッターロボ』
作詞 - 和泉高志 / 作曲・編曲 - 菊池俊輔 / 歌 - ささきいさお、コロムビアゆりかご会
第1、19話では挿入歌として使用された。
オープニング曲が前作と同じだったため、通常のシングル・レコードは発売されず、「われらのゲッターロボ」とともに「テレビまんがアクションシリーズ」EPレコードのA面に、SE・セリフ無しの素の状態で収録された（B面は前作の主題歌・副主題歌である『ゲッターロボ!』『合体ゲッターロボ』のSE入り版）。

### 挿入歌・イメージソング
「われらのゲッターロボ」（第34話）
作詞 - 和泉高志 / 作曲・編曲 - 菊池俊輔 / 歌 - ささきいさお
映画『グレートマジンガー対ゲッターロボG 空中大激突』の挿入歌としても使用された。

以下、前作『ゲッターロボ』放映中に発売された主題歌・挿入歌LPから、本作に使用されたものだけ記載する。
「戦いははてしなく」（第35、38、39話）
作詞 - 伊賀井直人 / 作曲・編曲 - 菊池俊輔 / 歌 - 堀江美都子
「ぼくらのゲッターロボ」（第24、31、36話）
作詞 - 早乙女達人 / 作曲・編曲 - 菊池俊輔 / 歌 - コロムビアゆりかご会
「ミチルのテーマ」（第12、39話）
作詞 - 早乙女達人 / 作曲・編曲 - 菊池俊輔 / 歌 - 堀江美都子

## 各話リスト
| 話数 | 放送日         | サブタイトル              | 脚本       | 演出     | 作画監督   | 美術     | 登場百鬼百人衆・百鬼メカ                                                                |
| ---- | -------------- | ------------------------- | ---------- | -------- | ---------- | -------- | --------------------------------------------------------------------------------------- |
| 1    | 1975年 5月15日 | 甦れゲッターロボ!!        | 高久進     | 小湊洋市 | 落合正宗   | 辻忠直   | 一角鬼（声 - 緒方賢一）・メカ一角鬼                                                     |
| 2    | 5月22日        | 恐るべき百鬼帝国の謎      | 高久進     | 生頼昭憲 | 野田卓雄   | 伊藤岩光 | 一角鬼・メカ一角鬼 独眼鬼（声 - 神弘無）・メカ独眼鬼                                    |
| 3    | 5月29日        | 悪の罠! 空飛ぶ船団        | 上原正三   | 葛西治   | 山口泰弘   | 内川文広 | 牛面鬼（声 - 矢田耕司）・メカ牛面鬼                                                     |
| 4    | 6月5日         | ベンケイ! 涙の勝利        | 田村多津夫 | 山口康男 | 小松原一男 | 内川文広 | メカ針千本鬼 白髪鬼（声 - 矢田耕司）・メカ白髪鬼                                        |
| 5    | 6月12日        | 恐怖の水爆大作戦          | 高久進     | 落合正宗 | 落合正宗   | 勝又激   | 暗黒鬼（声 - 神弘無）・メカ暗黒鬼                                                       |
| 6    | 6月19日        | 夢を裂く百鬼一族          | 上原正三   | 生頼昭憲 | 野田卓雄   | 内川文広 | 小竜鬼（声 - 緒方賢一）・メカ小竜鬼                                                     |
| 7    | 6月26日        | 追跡! 黒いジェット機      | 田村多津夫 | 川田武範 | 中村一夫   | 勝又激   | 三頭鬼（声 - 加藤修）・メカ三頭鬼                                                       |
| 8    | 7月3日         | 夜空に輝く二つ星          | 高久進     | 山口康男 | 小松原一男 | 川本征平 | 白骨鬼（声 - 野沢雅子）・メカ白骨鬼                                                     |
| 9    | 7月10日        | SOS! ゲッターロボ応答せよ | 田村多津夫 | 生頼昭憲 | 野田卓雄   | 勝又激   | 飛竜鬼（声 - 矢田耕司）・メカ飛竜鬼                                                     |
| 10   | 7月17日        | 悪魔の島を攻撃せよ!       | 高久進     | 川田武範 | 中村一夫   | 川本征平 | 海王鬼（声 - 矢田耕司）・メカ海王鬼                                                     |
| 11   | 7月24日        | 百鬼帝国! 将軍への道      | 上原正三   | 葛西治   | 野田卓雄   | 川本征平 | 自雷鬼（声 - 神弘無）・メカ自雷鬼 自雷一族の要塞島                                      |
| 12   | 7月31日        | 遥かなる荒野の決闘!       | 田村多津夫 | 茂野一清 | 落合正宗   | 勝又激   | 邪角鬼（声 - 緒方賢一）・メカ邪角鬼                                                     |
| 13   | 8月7日         | こうもり爆弾! 危機一髪    | 高久進     | 森下孝三 | 中村一夫   | 川本征平 | 紫電鬼（声 - 矢田耕司）・メカ紫電鬼                                                     |
| 14   | 8月14日        | 友達は風になった          | 上原正三   | 落合正宗 | 落合正宗   | 勝又激   | 地虫鬼（声 - 野沢雅子）・メカ地虫鬼                                                     |
| 15   | 8月21日        | 赤い蝶のバラード          | 田村多津夫 | 山口康男 | 小松原一男 | 川本征平 | 胡蝶鬼（声 - 菊池紘子）・メカ胡蝶鬼                                                     |
| 16   | 8月28日        | 死闘! 嵐吹く男の道        | 上原正三   | 生頼昭憲 | 野田卓雄   | 内川文広 | 鉄甲鬼（声 - 矢田耕司）・メカ鉄甲鬼                                                     |
| 17   | 9月4日         | コロよ明日に吠えろ!       | 田村多津夫 | 川田武範 | 中村一夫   | 福本智雄 | 闇竜鬼（声 - 緒方賢一）・メカ闇竜鬼                                                     |
| 18   | 9月11日        | 危うし伊豆半島沖!         | 田村多津夫 | 落合正宗 | 青鉢芳信   | 川本征平 | 妖剣鬼（声 - 矢田耕司）・メカ妖剣鬼                                                     |
| 19   | 9月18日        | 早乙女博士を救出せよ!     | 高久進     | 山口康男 | 伊勢田幸彦 | 内川文広 | 金剛鬼（声 - 神弘無）・メカ金剛鬼                                                       |
| 20   | 9月25日        | 大攻撃! メカ要塞鬼        | 田村多津夫 | 生頼昭憲 | 野田卓雄   | 下川忠海 | 大輪鬼（声 - 緒方賢一） メカ大輪鬼・メカ要塞鬼                                          |
| 21   | 10月2日        | 大決戦! シャインスパーク  | 田村多津夫 | 白土武   | 伊勢田幸彦 | 川本征平 | 半月鬼（声 - 矢田耕司） メカ半月鬼・メカ要塞鬼                                          |
| 22   | 10月9日        | 海底に消えたジャンボ機    | 高久進     | 川田武範 | 白土武     | 川本征平 | 獣王鬼（声 - 緒方賢一）・メカ獣王鬼                                                     |
| 23   | 10月16日       | 月光に躍るピエロ          | 馬嶋満     | 落合正宗 | 青鉢芳信   | 下川忠海 | 剣王鬼（声 - 矢田耕司）・メカ剣王鬼                                                     |
| 24   | 10月23日       | 海に叫ぶ少年!             | 田村多津夫 | 葛西治   | 野田卓雄   | 内川文広 | 百足鬼（声 - 矢田耕司）・メカ百足鬼                                                     |
| 25   | 11月6日        | 湖に消えたミチル          | 馬嶋満     | 笠井由勝 | 白土武     | 川本征平 | 大角鬼（声 - 緒方賢一）・メカ大角鬼                                                     |
| 26   | 11月13日       | 鬼になったあいつ!         | 田村多津夫 | 落合正宗 | 青鉢芳信   | 内川文広 | 暴竜鬼（声 - 森功至）・メカ暴竜鬼                                                       |
| 27   | 11月20日       | ツバメよ元気に飛べ!       | 馬嶋満     | 白土武   | 伊勢田幸彦 | 川本征平 | 鋼頭鬼（声 - 矢田耕司）・メカ鋼頭鬼                                                     |
| 28   | 12月4日        | 緑の地球が死ぬ!           | 高久進     | 生頼昭憲 | 野田卓雄   | 千葉秀雄 | 蛇王鬼（声 - 森功至 / つかせのりこ〈子供時代〉） 白蛇鬼（矢田耕司）・メカ蛇王鬼         |
| 29   | 12月11日       | 涙のあとに口笛を          | 馬嶋満     | 落合正宗 | 内川文広   | 青鉢芳信 | 天魔鬼（声 - 加藤修）・メカ天魔鬼                                                       |
| 30   | 12月25日       | ドライスノー奇襲作戦!     | 馬嶋満     | 山口康男 | 白土武     | 川本征平 | 鉄丸鬼（声 - 矢田耕司）・メカ鉄丸鬼                                                     |
| 31   | 1976年 1月8日  | 燃えろ! リョウの剣        | 田村多津夫 | 葛西治   | 木野達児   | 内川文広 | 大剣鬼（声 - 野田圭一）・メカ大剣鬼                                                     |
| 32   | 1月15日        | 元気あの子ってなんなのさ! | 田村多津夫 | 白土武   | 伊勢田幸彦 | 川本征平 | 鉄光鬼（声 - 矢田耕司）・メカ鉄光鬼                                                     |
| 33   | 1月22日        | 夕焼け空が知っている      | 馬嶋満     | 葛西治   | 広田全     | 内川文広 | 恐角鬼（声 - 矢田耕司）・メカ恐角鬼                                                     |
| 34   | 2月5日         | 対決! 百鬼三兄弟          | 田村多津夫 | 生頼昭憲 | 野田卓雄   | 川本征平 | 角面鬼三兄弟（声 - 矢田耕司）・メカ角面鬼                                               |
| 35   | 2月12日        | 百鬼老兵は死なず          | 馬嶋満     | 白土武   | 伊勢田幸彦 | 千葉秀雄 | 牛剣鬼（声 - 矢田耕司）・牛餓鬼（声 - 曽我部和行） メカ牛剣鬼                           |
| 36   | 2月26日        | ベンケイ暗殺計画          | 高久進     | 山口康男 | 木野達児   | 川本征平 | 電光鬼（声 - 矢田耕司）・メカ電光鬼                                                     |
| 37   | 3月11日        | 危機迫る日本近海!         | 馬嶋満     | 笠井由勝 | 広田全     | 川本征平 | メカ雷電鬼・メカ輪魔鬼・メカ闇虫鬼 メカ甲角鬼・メカ電獣鬼・メカ十方鬼 合体百鬼ロボット  |
| 38   | 3月18日        | ブライ大帝 決死の大反撃!  | 田村多津夫 | 生頼昭憲 | 野田卓雄   | 内川文広 | 合体百鬼ロボット・闇虫鬼（声 - 矢田耕司） メカ闇虫鬼・メカ甲角鬼                        |
| 39   | 3月25日        | 大決戦! 日本上空          | 田村多津夫 | 生頼昭憲 | 野田卓雄   | 川本征平 | 科学要塞島・合体百鬼ロボット 輪魔鬼（声 - 矢田耕司）・メカ輪魔鬼 メカ十方鬼・メカ電獣鬼 |

1976年1月1日は「新春かくし芸大会」放送のため休止。

## 放送局
- フジテレビ（制作局）：木曜 19:00 - 19:30
- 北海道文化放送：木曜 19:00 - 19:30[108]
- 青森放送：金曜 17:25 - 17:55[109]
- テレビ岩手：火曜 18:00 - 18:30[110]
- 秋田テレビ：木曜 19:00 - 19:30[111]
- 山形テレビ：水曜 18:00 - 18:30[112]
- 仙台放送：木曜 19:00 - 19:30[113]
- 福島テレビ：土曜 7:20 - 7:50（第2話まで）→ 土曜 7:25 - 7:55（第3話 - 第28話）→ 日曜 7:00 - 7:30（第29話から）[114]
- 新潟総合テレビ：火曜 16:15 - 16:45　→ 火曜 17:10 - 17:40[115]
- 山梨放送：水曜 17:30 - 18:00　→ 水曜 17:25 - 17:55[112]
- テレビ静岡：木曜 19:00 - 19:30[116]
- 長野放送：木曜 19:00 - 19:30[116]
- 富山テレビ：木曜 19:00 - 19:30[117]
- 石川テレビ：木曜 19:00 - 19:30[117]
- 福井テレビ：木曜 19:00 - 19:30[117]
- 東海テレビ：木曜 19:00 - 19:30[118]
- 関西テレビ：木曜 19:00 - 19:30
- 山陰中央テレビ：木曜 19:00 - 19:30[119]
- テレビ岡山：火曜 18:00 - 18:30
- 広島テレビ：木曜 19:00 - 19:30（1975年9月まで）
  - テレビ新広島：木曜 19:00 - 19:30（1975年10月開局から）[注 49]
- テレビ愛媛：水曜 17:55 - 18:25[120]
- テレビ西日本：木曜 19:00 - 19:30[121]
- テレビ長崎：木曜 19:00 - 19:30[122]
- テレビ熊本：火曜 17:30 - 18:00[122]
- テレビ大分：火曜 18:00 - 18:30[120]
- テレビ宮崎：金曜 17:55 - 18:25[123]
- 鹿児島テレビ：木曜 17:25 - 17:55[123]
- 沖縄テレビ：木曜 19:00 - 19:30[124]

## 映像ソフト化
- 1997年7月21日から10月21日にかけてLD-BOXが東映ビデオより発売された。全2巻の各5枚組で1巻は20話、2巻は19話収録。
- 2003年11月21日にDVD-BOXが東映ビデオより発売された。
- 2006年2月21日から4月21日にかけて単巻のDVDが東映ビデオより発売された。全3巻の各2枚組で各巻13話収録。

## 劇場版
- 『グレートマジンガー対ゲッターロボG 空中大激突』 - 1975年に上映。
- 『グレンダイザー ゲッターロボG グレートマジンガー 決戦! 大海獣』- 1976年に上映。

## 関連事項
- 本作放映中に東映動画では制作体制の再編成が行われ、本作のスタッフが2班に増強、マジンガーシリーズ3作目『UFOロボ グレンダイザー』は本作のスタッフによる制作で始まり、それまでマジンガーシリーズを手がけていたスタッフは、同日の1975年10月5日に放送開始した『鋼鉄ジーグ』に移動した。詳細は「UFOロボ グレンダイザー#スタッフ」を参照。
- 学年誌掲載版漫画に百鬼帝国の双角鬼によるゲッター乗っ取りというエピソードが描かれている。これはゲッタードラゴン合体途中に割り込んだ小型機が頭部として合体、ゲッターロボを乗っ取ろうという計画であった。この敵を倒すためにリョウは強制的にドラゴン号をゲッターの股間に突っ込ませ、ライガーへのチェンジを強行するという荒技に出た。この際弁慶は「合体してるのに別のが合体するとショートを起こす」と発言し、事実そのショートに耐えきれなくなった双角鬼が逃げ出し、ライガーにやられるという結末になっている。後のOVA『真ゲッターロボ 世界最後の日』でもゲッターロボGの無限合体が行なわれている。
- ゲッターロボGは『スーパーロボット大戦シリーズ』や漫画『真ゲッターロボ』、OVA『真ゲッターロボ 世界最後の日』などで度々旧ゲッターロボと対決している。より強い機体ということで敵役となるのだが、ゲッターロボGが勝ったことは1度もなく、性能差はパイロットの技量の差で埋められて敗北している（漫画では、この対決時にゲッターチームは「目を瞑っていても、ゲッターロボに合体することができる」という驚異的な技量により、相手よりも先に合体してゲットマシン状態の敵機を撃破している）。なお、小説版『スーパーロボット大戦』では竜馬たちがゲッターGに乗って複製された旧ゲッターと戦うという珍しいシチュエーションとなっているが、この際旧ゲッターに乗っていたのは武蔵のクローン3人だったため、竜馬が動揺して苦戦していた。この作品では他にもゲッターロボ號、真ゲッターロボとも対決することになる。
- ブラウザゲーム『ロボットガールズZ ONLINE』にはゲッタードラゴンを萌え擬人化した「ゲっちゃんドラゴン」が登場する。